# Sophus Christian Andreas Tuxen
Sophus Christian Andreas Tuxen, S.C.A. Tuxen, född 14 maj 1848 i Köpenhamn, död 18 januari 1924 i Gråsten, var en  dansk lantekonom. Han var son till Georg Emil Tuxen.
Efter att ha tagit lantbruksexamen 1869, varit förvaltare på jylländska gårdar och i två vintrar ledare för en lantbrukskurs blev Tuxen 1874 redaktör för Ugeskrift for Landmænd. Åren 1879–1889 var han överlärare på Næsgård åkerbruksskola, därefter i 13 år föreståndare för Malling lantbruksskola vid Århus. Han tog där livlig del i landboföreningslivet, både i praktisk gärning, i tal och skrift, och initiativrik som han var, fattade han planen till de mycket nyttiga "vandrande kurserna för bosatta lantmän".
Då Tuxn lämnade Malling, bodde han i några år i Köpenhamn, sysselsatt med litterära arbeten, återvände 1907 som föreståndare till skolan på Næsgård, men 1916 drog han sig tillbaka och flyttade på nytt till huvudstaden. År 1920 reste han till Nederländska Ostindien, där hans son verkade som läkare, men efter omkring två år återvände han hem och bosatte sig i Gråsten, där han hoppades finna god arbetsro, "thi Uvirksomhed sløver mig". Han hade fyllt 74 år, då han skrev dessa ord.
Tuxen var en produktiv lantbruksförfattare, som på grundval av omfattande och solida kunskaper behandlade en stor mängd ämnen, bland annat lantbrukets räkenskapsföring och unga lantmäns utbildning, husdjurbruket och foderfrågan. Det av Janus Balthazar Krarup 1898 påbörjade monumentala verket om Landbrugets Udvikling i Danmark siden 1835 fullbordades 1912 av Tuxen.